# Matelica
Matélica (AFI: /maˈtelika/; Matélleca o Matérga in dialetto locale) è un comune italiano di 9 066 abitanti della provincia di Macerata nelle Marche.

## Geografia fisica
Matelica è posta a 354 m s.l.m., nella vallata del fiume Esino, l'unica valle marchigiana che si sviluppa — almeno parzialmente — da nord a sud. Il territorio è in prevalenza collinare, con le montagne che la costeggiano ai lati della valle, tra cui il monte San Vicino.

## Origini del nome
L'origine del nome Matelica è oscura: non sembrano esistere altri luoghi o città con questo nome, e rarissimi (ad esempio Bastelica in Corsica) sono quelli che terminano con la stessa desinenza. Si attesta l'assonanza con Mensa Matellica, frazione di Ravenna, sito noto per i rinvenimenti dell'età del Bronzo, ma l'origine di tale toponimo è probabilmente legato al fatto che là nel Cinquecento ebbero delle proprietà i conti Ottoni di Matelica. 
Secondo un'ipotesi poco convincente il nome potrebbe essere di origine celtica e significare paese dei prati, dal celtico matten, prato.
Ancora più azzardata è una supposizione di origine greca, essendo i greci stabilitisi nella vicina Ancona: dal greco màthesis, studio, o, con più cognizione, metelis, luogo di delizie.
Se si considera l'antico nome dialettale Matelga, allora potrebbe essere interessante considerare la parola teleg, che in molte lingue antichissime, come quelle semitiche, significa neve, e dunque luogo coperto di neve. 
Si potrebbe far risalire l'origine al latino, alla forma mater liquoris, madre delle acque, anche se nessun fiume nasce nel suo territorio e, soprattutto, Plinio il Vecchio chiama la città Matilica Matilicatis, e dunque il nome le era già stato assegnato.
Recenti studi ipotizzano un nome celtico Mati-lika, derivante dalla traduzione del toponimo sudpiceno Kupra Vepets, "buona lastra di pietra".

## Storia

### Origini e storia romana
Le origini della città di Matelica risalgono al Paleolitico. Gli umbri, popolazione indoeuropea, già nel 2000 a.C. si erano stanziati nella valle del fiume Esino, dove sorge la città. La nascita vera e propria del centro abitato è fatta risalire all'incontro delle popolazioni umbre con quelle picene. I piceni, popolo proveniente dall'Abruzzo e dall'ascolano, costruirono il primo centro abitato vero e proprio, sfruttando i già presenti insediamenti primigeni.
Con l'arrivo dei Romani, la città subì un rapido cambiamento; dopo la battaglia del Sentino (295 a.C.), svoltasi a pochi chilometri da Matelica, la città fu assoggettata ai nuovi conquistatori. Le terre contigue alla città furono spartite tra i legionari veterani e ci fu un rapido processo di romanizzazione di tutta la zona.
Dopo la guerra sociale, la cittadinanza romana fu estesa prima ai Latini, poi agli Umbri e in seguito a tutta la penisola; nel 70 a.C. Matelica divenne municipio romano, costruendo la propria struttura politica sulla riga di quella dell'Urbe: comandata da un duumviro, coadiuvato da cinque censori e da un Protettore che difendeva i diritti della città presso Roma.
Matelica fu iscritta alla tribù Cornelia e nel 101 d.C. la città ospitò l'imperatore Traiano in partenza per la Dacia da Ancona. In seguito, il generale Caio Arrio Clemente, che aveva visitato la città a seguito dell'imperatore, sarà nominato curatore del municipio.
Con l'avvento della cristianità sull'impero, Matelica fu sede vescovile sin dal 400.
Il vescovo rimase l'unica autorità dopo la caduta dell'impero: la città si ritrovò soggetta a incursioni dei barbari e la popolazione soffrì la fame per le carestie e le invasioni.
Nel 552 la battaglia tra Totila e Narsete a Gualdo Tadino fu decisiva per il futuro della città. La sconfitta dei goti fece fuggire il loro re, che arrivò a Matelica dove morì e fu sepolto. I bizantini che lo inseguivano raggiunsero la città e la annetterono al loro impero. Fino all'invasione dei Longobardi, la città visse un piccolo periodo di pace e prosperità. I nuovi invasori, sconfitti i bizantini, la distrussero nel 578. Da quel momento la città passò sotto la diocesi di Camerino.

### Alto Medioevo
Con l'arrivo dei Franchi, la città fu ricostruita e, dopo l'800 d.C., come molte altre città, fu assoggettata a un conte, che rappresentava l'imperatore del Sacro Romano Impero e poi il re d'Italia. La città, pur se formalmente sotto il dominio della Santa Sede, fu incorporata nella Marca di Ancona e soggetta quindi al potere imperiale. Il più famoso di questi, il conte Attone, guidò, nel 940, una parte delle truppe di Ugo re d'Italia contro quelle del Duca di Spoleto, Anscario, presso Camerino, dove entrambi persero la vita.

### Il comune (1100-1200)

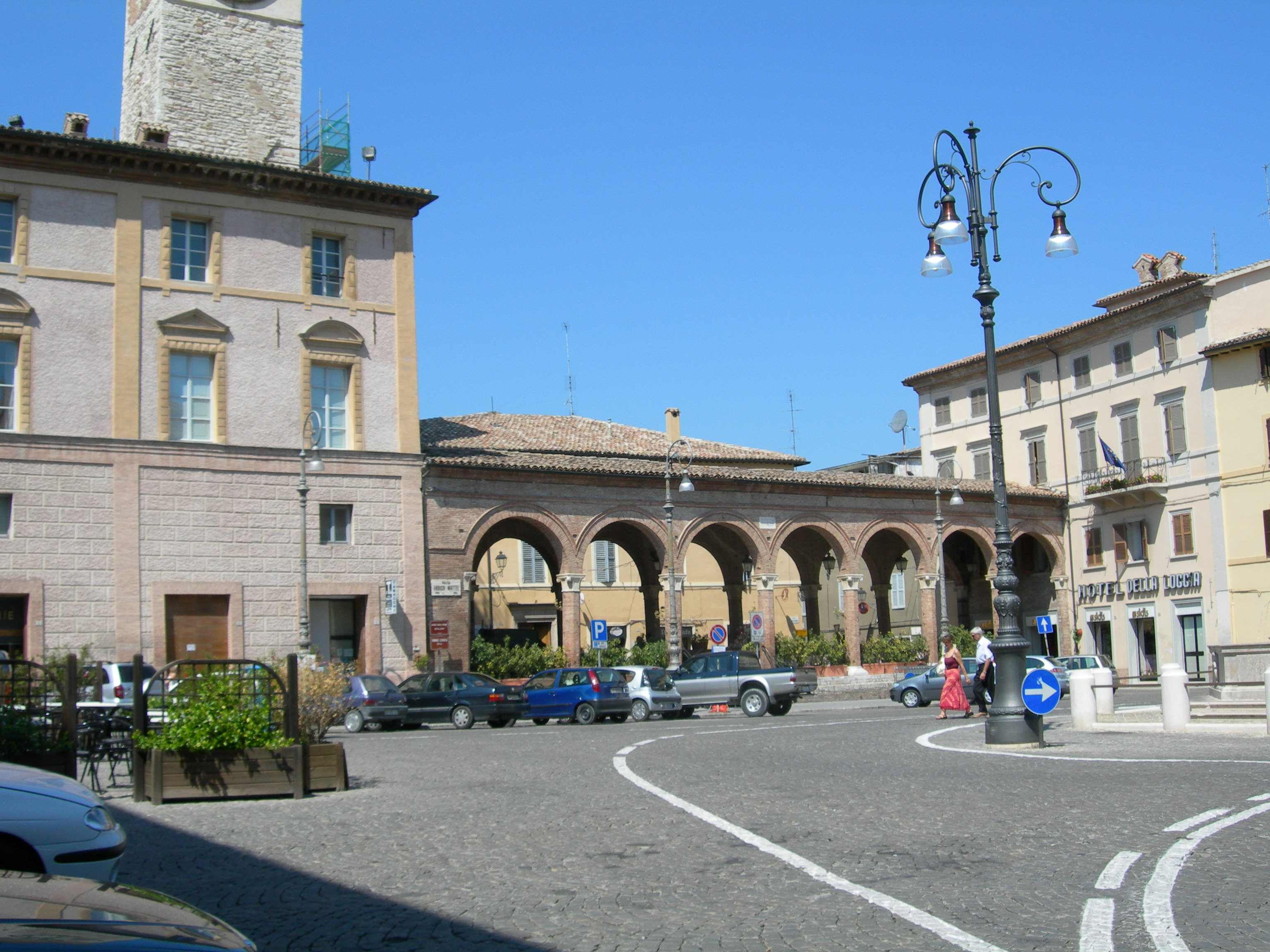
Piazza Enrico Mattei, la loggia adiacente al Palazzo del Governatore.

Quando l'Imperatore Federico Barbarossa tornò in Germania, Matelica si ribellò all'impero e scacciò i conti Ottoni, famiglia con capostipite il conte Attone di cui sopra, e si costituì libero comune, retto da due consoli di origine nobiliare. Il ritorno dell'imperatore in Italia provocò nuove guerre nella Marca e l'arcivescovo di Magonza Cristiano, fedele al papa Alessandro III, rase al suolo la città nel 1174.
La comunità, però, venne a patti con i figli del conte Attone, che giurarono fedeltà e si impegnarono a proteggerla; in questo modo la città fu ricostruita, grazie anche all'appoggio dell'imperatore Federico II di Svevia, pacificatosi con il papa nel 1185.
Il conte Attone (discendente del conte di cui sopra) non si arrese e, sfruttando la volontà di espansione della vicina Camerino, costruì una lega tra questa e i comuni di Fabriano, San Severino, Tolentino, Cingoli, Recanati e Civitanova. Attaccati da nord e sud, i matelicesi furono sopraffatti e la città distrutta per la terza volta nel 1199. Gli abitanti furono dispersi e vissero fuggiaschi tra i vari monti della zona. Appellatisi all'imperatore Ottone IV, nel 1209, ottennero il permesso di ricostruire la città e, grazie al forte potere militare di Francesco d'Este, nominato curatore della Marca di Ancona, vi riuscirono.
Dopo la ricostruzione, il paese era stato chiamato Nuovo Castello di Sant'Adriano, ma il vecchio nome tornò presto in auge. Le lotte con gli altri comuni limitrofi continuarono per tutto il XIII secolo: diverse volte i matelicesi si scontrarono con Fabriano e, soprattutto, con Camerino, mentre una forte alleanza fu stretta con San Severino.
Nel 1259, dopo una provocazione di Camerino, i matelicesi presero posizione tra i ghibellini a favore di Manfredi e, con le truppe di questi, comandate da Percivalle Doria, distrussero la città, vendicando la distruzione di sessanta anni prima. Matelica si dichiarò eternamente fedele al Re e, alla morte di questi, non esitò a imprigionare un ambasciatore papale pur di mantenere la parola. Clemente IV, allora, tassò la città pesantemente, pena la distruzione, e obbligò i matelicesi ad accettare un podestà di nomina papale. Sotto le pesanti gabelle, la città si impoverì rapidamente, contraendo debiti con gli altri paesi. Nel 1273 i matelicesi furono costretti a creare una truppa per soffocare la rivolta antipapale a Jesi, e per i successivi trent'anni combatterono quasi incessantemente con la vicina Camerino per la costruzione di castelli, per ridefinire i confini e per la volontà dei rivali di vendicarsi della distruzione subita.

### Trecento
Nei primi anni del Trecento, Matelica stipulò un'alleanza di natura militare e amministrativa, sotto la supervisione del governatore pontificio, con le città di Fabriano, Camerino e San Severino. Le quattro contraenti si impegnavano a prestarsi reciproco soccorso e aiuto, oltre a rispettare gli editti delle altre. Ciò non impedì alcune scaramucce, ma la rinnovata pace permise alla città di potersi dedicare più volte alle rivolte intestine dello Stato della Chiesa, schierandosi talvolta con i guelfi e talaltra con i ghibellini. Il comune era retto, oltre che dal podestà, dal capitano del popolo e dal consiglio degli anziani; al governo della città partecipavano i rettori e i consiglieri delle varie corporazioni artigianali, costituenti il nucleo principale del consiglio cittadino. Esse erano nove: notari, mercanti, calzolai, fabbri, tornitori, lanaiuoli, falegnami, sarti e muratori.
In questo periodo si formarono le società e compagnie d'armi, per la difesa e la sicurezza della città. Nel frattempo, gli Ottoni si ristabilirono a Matelica e iniziarono a intromettersi sempre più profondamente nella vita politica.

### La signoria degli Ottoni

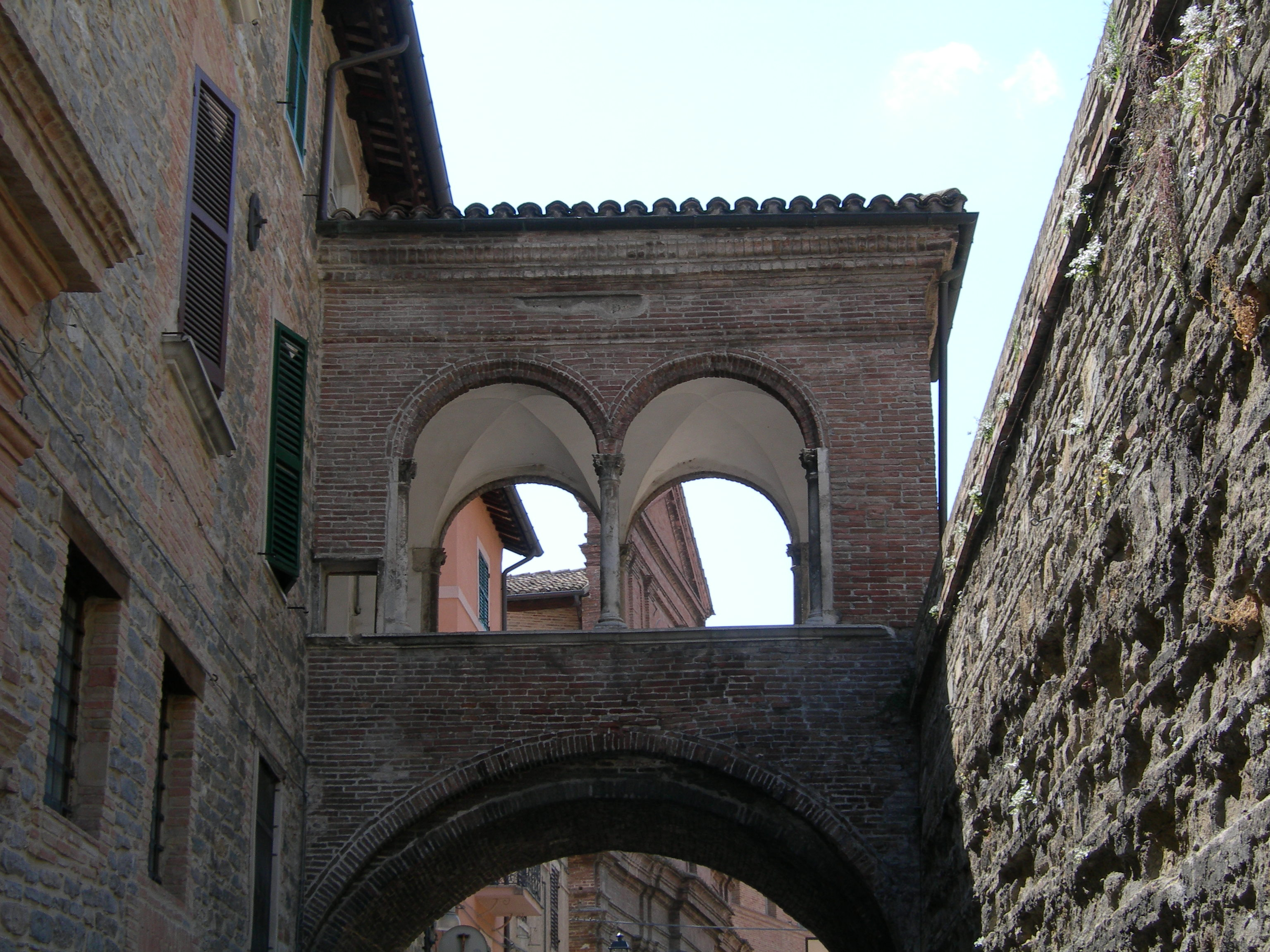
Loggetta degli Ottoni

Alla fine del Trecento il vicariato della città fu affidato dal papa Bonifacio IX agli Ottoni. Questa famiglia, in un primo tempo, lasciò invariata la struttura comunale, per poi lentamente sopprimerla e accentrare in sé tutti i poteri.
Gli Ottoni iniziarono una riforma fiscale, promossero lo sviluppo dell'industria della lana, della tintoria e della concia, restaurarono le mura, costruirono il campanile della cattedrale, soprattutto sotto la guida di Alessandro Ottoni (?-1485), e tentarono a più riprese di definire una volta per tutte i confini con San Severino e Camerino.
All'inizio del XVI secolo ampliarono pure i commerci e le strade, tanto che si potevano contare ben centodieci mercanti in città.
Alcune scelte di natura ecclesiastica, però, irritarono il popolo e con la signoria di Anton Maria Ottoni (1508-1564) iniziò il malcontento generale, dovuto soprattutto all'eccessiva crudeltà e tirannia di quest'ultimo, che non esitava a incarcerare e uccidere i suoi avversari politici. A causa della condotta tirannica, i rapporti con i matelicesi si erano fatti talmente tesi che alcuni cittadini, nel febbraio del 1545, ordirono una congiura con lo scopo di uccidere alcuni membri della famiglia, ma il complotto fu scoperto da un tale Falcone da Falconara. Dopo tante lotte, anche interne alla famiglia, e numerosi viaggi di delegazione dei cittadini a Roma, alla fine, nel 1576, papa Gregorio XIII spogliò definitivamente gli Ottoni del vicariato. Nel 1578 Nicolò d'Aragona, governatore generale della Marca, prese possesso della città in nome della Sede Apostolica. Matelica fu così governata da un commissario apostolico inviato dal Papa.

### Dopo la signoria
Con papa Paolo V, nel 1618, Matelica fu affidata a un governatore indipendente da quello della Marca, con piena giurisdizione, e per questo riconoscimento lo stemma di Paolo V Borghese fu innalzato sulle porte dei principali edifici pubblici. Si conservò l'antica divisione della città in quattro quartieri: Santa Maria, Campamante, Civita e Civitella. A capo d'ogni quartiere fu posto un priore, facente parte di diritto del consiglio generale. L'amministrazione della città era retta da un gonfaloniere e tre priori, eletti nel Consiglio generale. La popolazione accettò pacificamente il nuovo governo, nel quale vide un periodo di pace dopo secoli di lotte intestine.
Nel 1692 la cittadinanza si riappacificò con i conti Ottoni, nominandoli cittadini onorari, e nel 1785 la città fu ricreata sede vescovile, unita aeque principaliter a Fabriano.

### L'epoca napoleonica e il Risorgimento

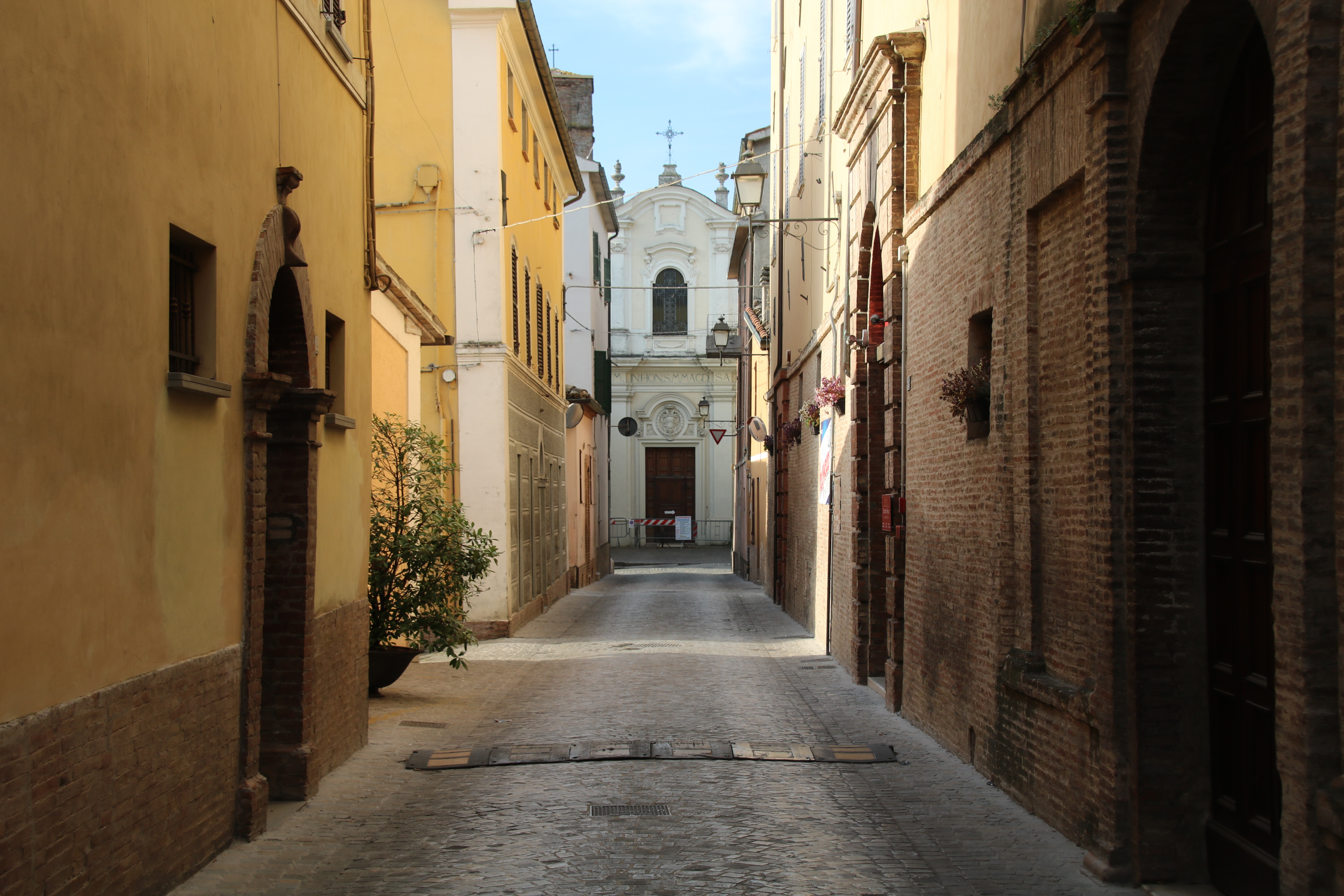
Scorcio di Via Beata Mattia a Matelica

L'arrivo dei francesi guidati da Napoleone soppresse il vescovado e, con la liberalizzazione dei commerci introdotta, la città subì un forte declino industriale, soprattutto nel settore della lana.
Il ritorno sotto lo Stato Pontificio fu quasi un sollievo per la popolazione, che tuttavia issò le bandiere tricolori durante i moti del 1848 sul Palazzo del Comune per solidarietà ai rivoltosi di tutta Italia. Dopo la battaglia di Castelfidardo, in città furono esposte ancora una volta le bandiere e, nel plebiscito, il "sì" all'unione al Regno d'Italia vinse a maggioranza schiacciante.

### Dal Regno d'Italia all'età contemporanea
La nuova situazione riportò il libero commercio e l'attività da industriale divenne agricola, impoverendo parecchio tutta la popolazione. Furono molti i matelicesi a partire durante la prima guerra mondiale, e la città subì, come tante altre, parecchi lutti. Nel corso della seconda guerra mondiale, Matelica ospitò un battaglione di soldati italiani, che, dopo l'armistizio, furono nascosti dagli abitanti e, assieme ai giovani del luogo e ad alcuni soldati stranieri, formarono la resistenza locale. La guida spirituale dei partigiani, don Enrico Pocognoni, fu ucciso dai nazisti nel famoso eccidio di Braccano il 24 marzo 1944.

### Simboli

Il gonfalone comunale

Lo stemma e il gonfalone sono stati riconosciuti con DCG del 10 novembre 1932.
Il gonfalone è un drappo di bianco.

## Monumenti e luoghi d'interesse

### Architetture religiose

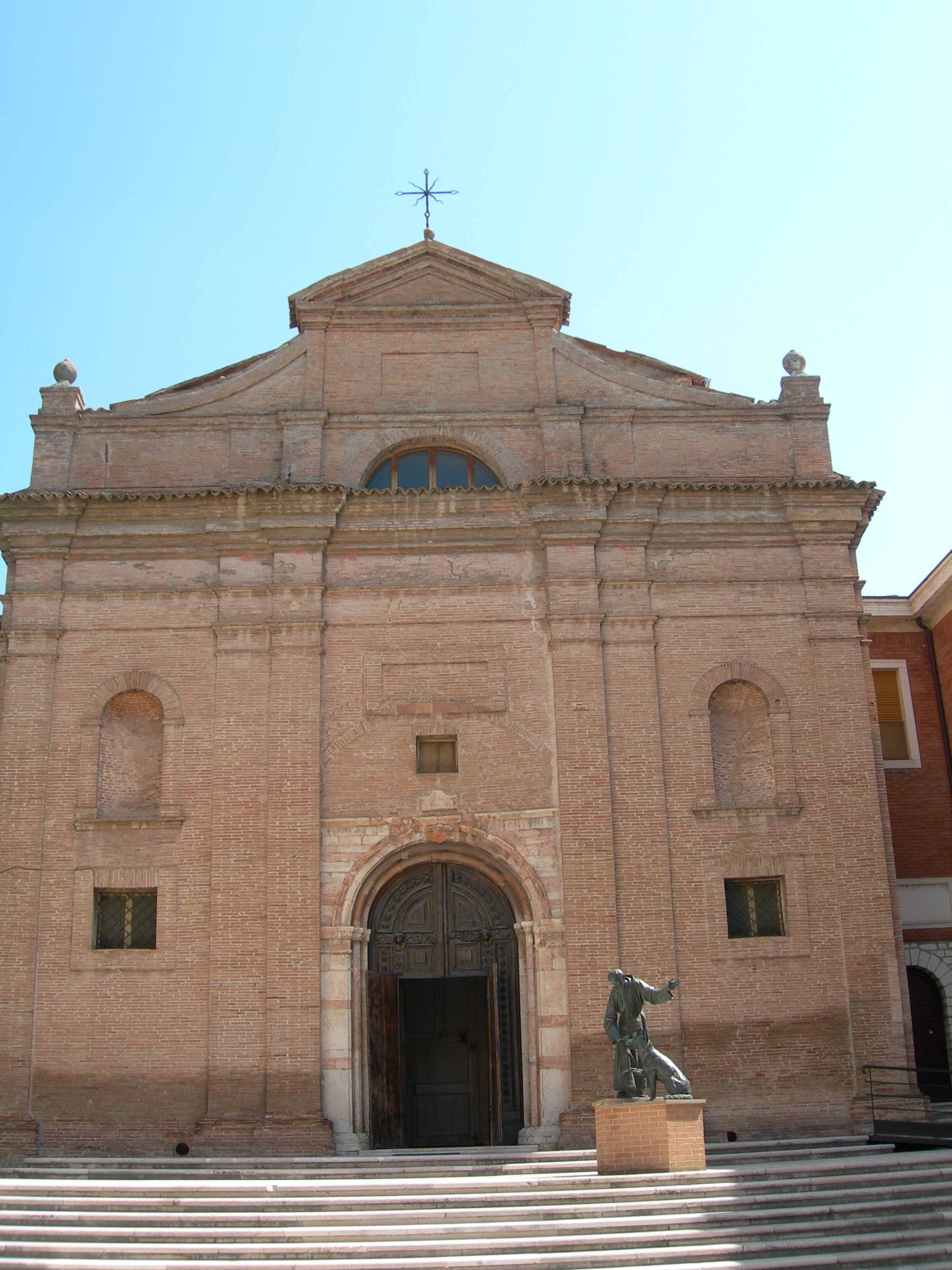
Chiesa di San Francesco, facciata

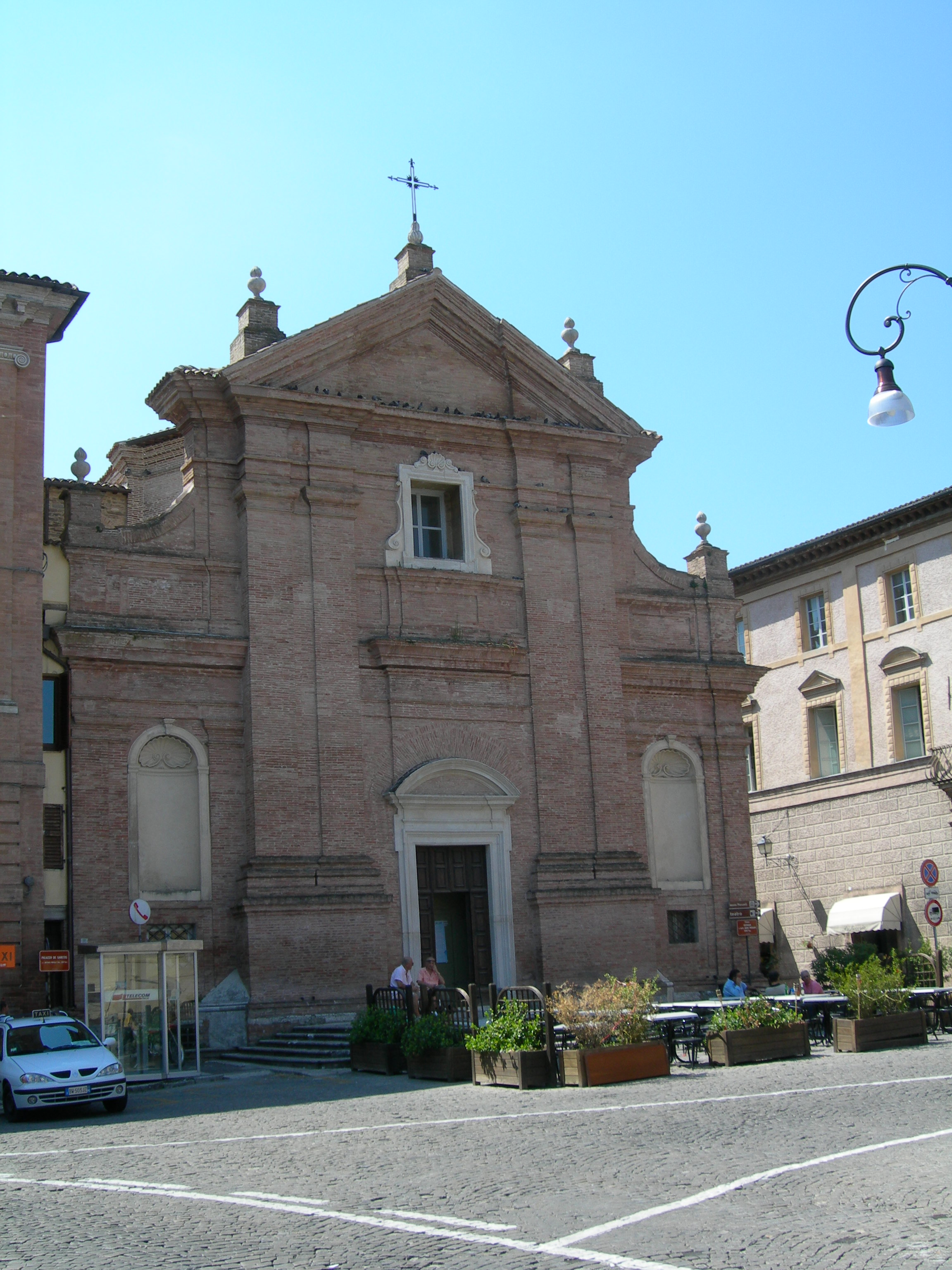
Chiesa del Suffragio

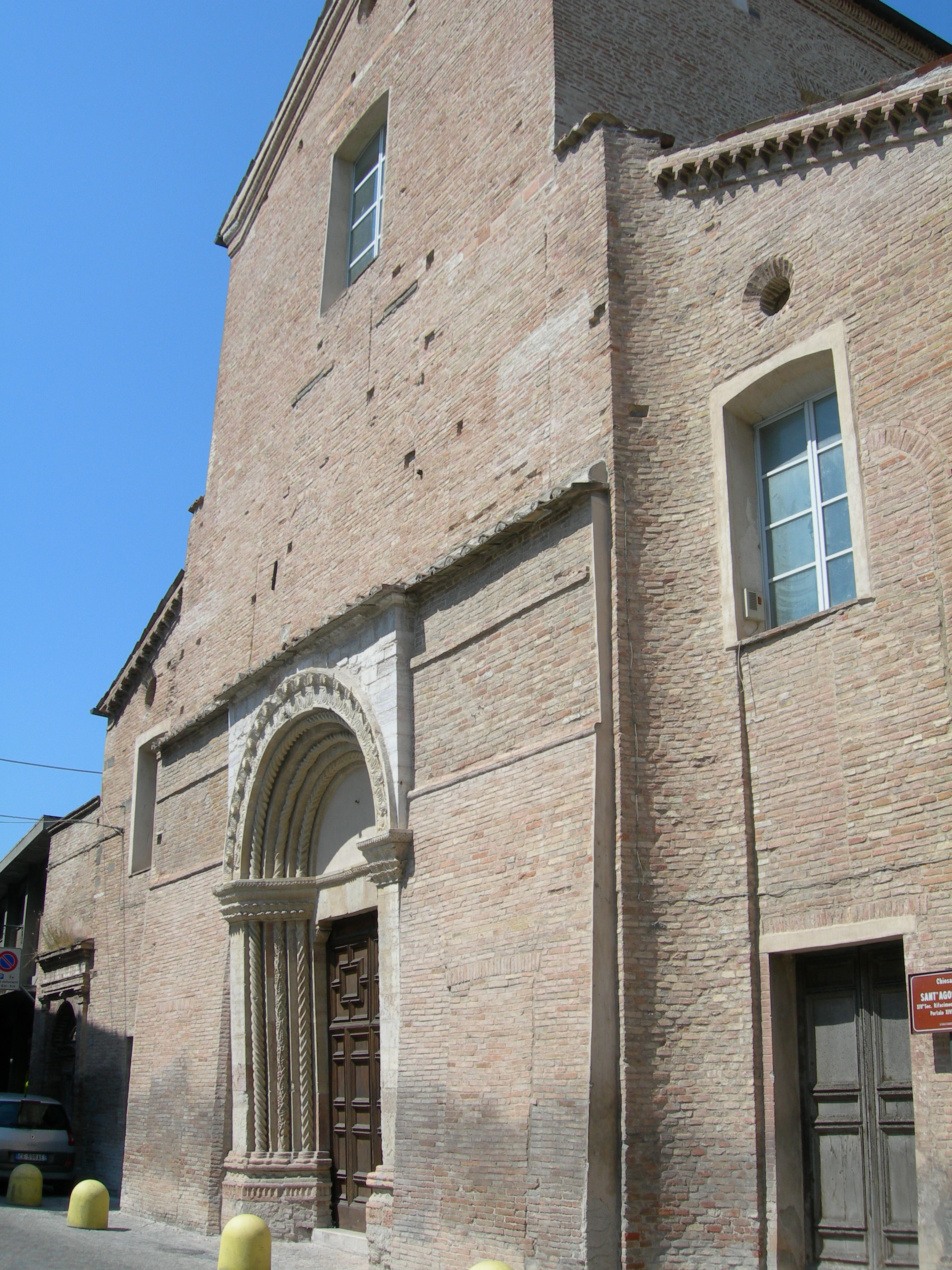
Vista laterale della facciata della Chiesa di Sant'Agostino, con il portale inclinato

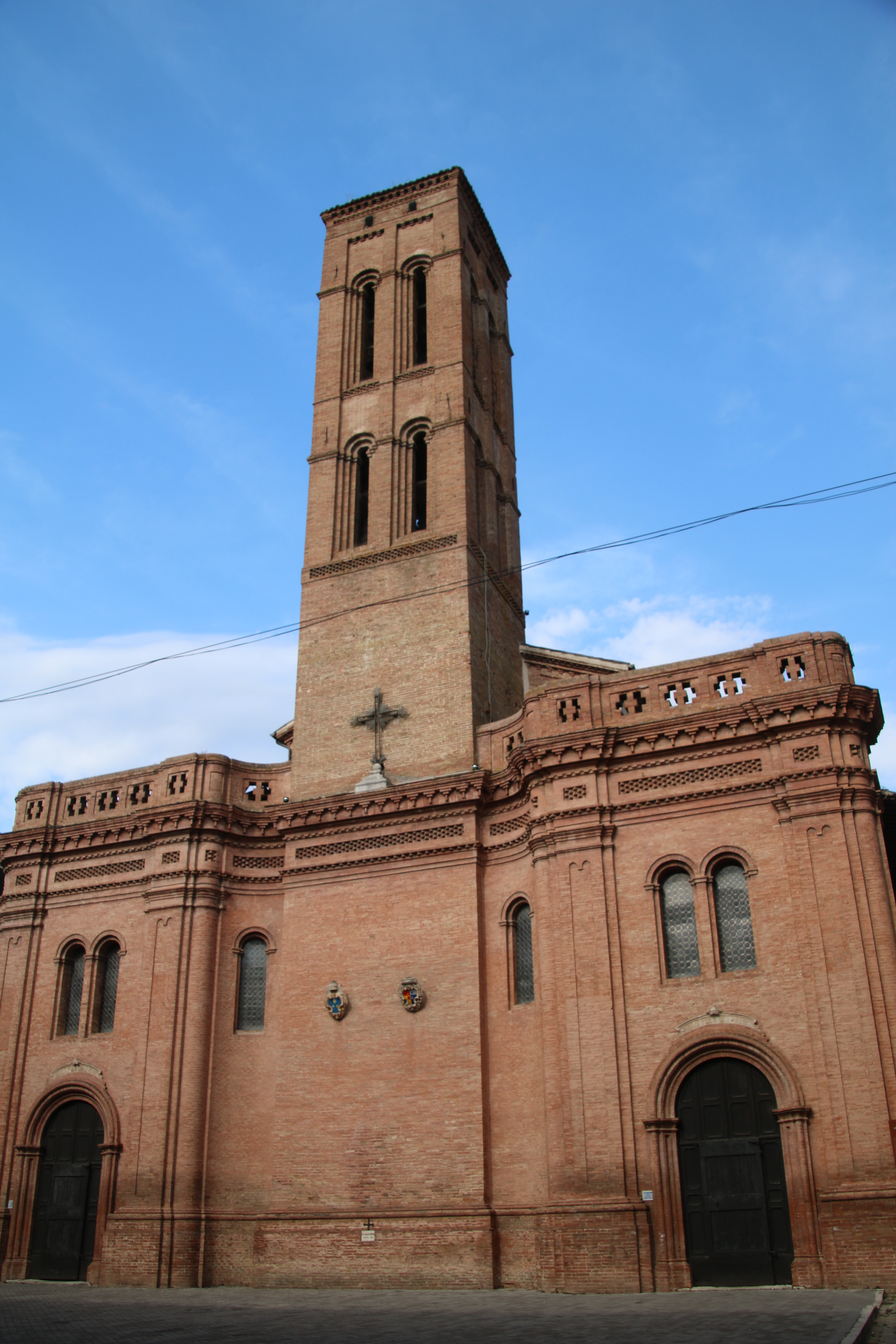
Concattedrale di Santa Maria Assunta
Chiesa della Beata Mattia
Costruita nel 1255, dell'antica fattura non rimane più nulla; il più antico segno è il campanile, databile nel XV secolo, mentre sono evidenti gli interventi ristrutturali operati nel tempo, che hanno dato alla chiesa uno stile barocco, quasi rococò. Ad essa vi è annesso il Monastero delle Clarisse più antico di Matelica, e anche il più famoso per il ricordo della Beata Mattia Nazzarei (1253-1320), che lì visse santamente. La chiesa settecentesca conserva sotto l'altare il venerato corpo della beata. Il monastero custodisce altri dipinti di pregevole esecuzione, tra quali particolarmente apprezzabili sono la Croce del XIII secolo, dipinta da un anonimo artista marchigiano, una Madonna col Bambino risalente alla fine del XIII secolo e una Madonna in adorazione del Bambino con un offerente francescano, detta Madonna della culla, opera del cosiddetto Maestro di Staffolo, databile al 1455-60 circa, una delle quattro versioni di questo soggetto, forse derivato da un originale perduto di Gentile da Fabriano. Negli ambienti monastici è anche una Annunciazione attribuita a Lorenzo di Giovanni de Carris e databile ai primi anni dell'ultimo decennio dfel Quattrocento.
Chiesa di San Francesco
Giunti a Matelica fin dal secolo XIII frati minori, e tra di essi vi era il beato Gentile da Matelica, la chiesa fu edificata tra il 1240 e il 1260, fu completamente rinnovata alla prima metà del secolo XVIII, è stata seriamente danneggiata dal terremoto del 2016 ed è in corso il suo restauro dal maggio 2022. L'interno a unica navata con cappelle laterali, conserva ancora buona parte dell'arredo antico, come le pale di Luca di Paolo da Matelica, di Marco Palmezzano, di Eusebio da San Giorgio, nonché la decorazione della cappella Mozzanti di Giovanni Serodine (1623-1625). In chiesa era la Madonna della Rondine di Carlo Crivelli, oggi alla National Gallery di Londra.
Chiesa del Suffragio o delle Anime purganti
Con la sua mole proporzionata ed elegante, domina la piazza Enrico Mattei, completandone l'armonia tra gli edifici che la contornano. Sorse nel 1690 con le offerte dei cittadini sull'area di una chiesa più antica dedicata a San Sebastiano, patrono della città. Fu consacrata nel 1715. A croce greca, nella sua misurata eleganza racchiude dei buoni quadri, tra cui il Crocifisso ed Anime Purganti di Salvator Rosa. Nella cappella a sinistra è collocata una statua di San Sebastiano, di fattura rinascimentale, datata 1585. In sagrestia vi sono due quadri con parti napoletane, databili alla fine del Seicento, e raffiguranti la Madonna con San Francesco di Paola il primo e la Madonna e Santi il secondo, un tempo collocati sugli altari laterali della chiesa. Merita considerazione anche un'immagine della Madonna della Misericordia, posta su un antiestetico ornamento, un tempo oggetto di particolare devozione. L'organo, di modeste proporzioni, è opera del Fedeli.
Chiesa di Sant'Agostino
Risale al XIV secolo; la facciata si orna di un ricco portale romanico, inclinato in avanti, unico resto della primitiva costruzione. L'interno, rinnovato nel XVIII secolo, è a pianta basilicale a tre navate su pilastri, sovrastato da cupoletta. Nel presbiterio, a destra, Noli me tangere, tela di Ercole Ramazzani; a sinistra, Cristo sotto il torchio, tela seicentesca d'ignoto, d'eccezionale iconografia. In fondo alla navata sinistra, Madonna col Bambino e santi, tela del Ramazzani, firmata e datata 1588; sull'altare del transetto sinistro, Estasi di San Francesco attribuita al Guercino; al terzo altare sinistro, Crocifisso ligneo intagliato del XV secolo. Per questa chiesa Luca Signorelli aveva dipinto nel 1504 una pala per l'altare maggiore con la Deposizione, venduta nel 1736, tagliata in più pezzi e sopravvissuta in alcuni frammenti, che doveva riprendere la composizione di quella nella Chiesa di Santa Margherita a Cortona. Il dipinto, che dovette essere grandioso, ebbe grande risonanza nell'ambiente artistico marchigiano.
Chiesa di San Filippo
Fu edificata a metà del XVII secolo per generosità del matelicese Ottaviano Grassetti nei confronti dei padri filippini che, giunti a Matelica nel 1640, vivevano in stretti e vecchi spazi. L'esterno della facciata si presenta in mattoni con richiami borrominiani; il prospetto posteriore presenta un luminoso e vivace punto di vista architettonico. Tutti gli elementi d'eccessivo barocchismo sono opera del primo restauro effettuato un secolo dopo la sua prima costruzione. All'interno si trova il pregiatissimo Crocifisso, proveniente dalla vicinissima chiesa di San Giovanni, opera quattrocentesca di scultura lignea. In onore di quest'ultimo si svolgono a Matelica le Feste Triennali, durante le quali si venera il Crocifisso che è portato di sera in sera in tutte le chiese matelicesi. Altre pregevoli opere presenti nel tempio sono un San Filippo, già sull'altare maggiore, che adora la Vergine di Emilio Savonazzi (1580-1660), la Madonna dello Scalpore e altre pitture di scuola romana del Seicento e del Settecento. Inoltre, prezioso è il capolavoro di Pierleone Grezzi, di cui si conserva, nel Museo Piersanti, una stampa del 1725 illustrante il Concilio Lateranense, relativo al miracolo di San Filippo, raffigurante il cardinale Orsini salvato dal terremoto.
Chiesa dei Santi Teresa e Valentino
Risale alla metà del XVII secolo (la sua costruzione è durata dal 1695 al 1712). Dopo un testamento, ne divennero proprietari i carmelitani scalzi, grazie alla rinuncia dei gesuiti al fine di smentire a loro danno a seguito dell'uccisione del benefattore Conte Pellegrini. Nel 1823 la chiesa passò ai padri filippini, quindi nel 1842 ai silvestrini che, tuttora, ne hanno il possesso. La chiesa è di stile barocco. Di buona mano è la tela dell'altare; pregevoli sono anche due preziose tavole, esposte in sacrestia, con San Sebastiano e Santa Caterina e con San Giovanni Battista e San Romualdo, scomparto laterale di un trittico la cui tavola centrale è oggi al Musée du Petit Palais di Avignone, eseguito tra 1468 e 1470 circa da Lorenzo d'Alessandro, proveniente dalla chiesa di Sant'Antonio Abate. Le tavole, opere giovanili del pittore, coniugano elementi ancora tardogotici derivati dal Salimbeni, come il fondo oro, le vesti svolazzanti dei profeti o il prato fiorito, con elementi già rinascimentali, come la volumetria e la spazialità delle figure poste in diagonale, influenzate da Niccolò di Liberatore. Dopo il terremoto del 27 settembre 1997, fu restaurata negli anni 2001-2002 e inaugurata solennemente il 15 ottobre.
Chiesa di San Rocco
Poco distante dall'ormai demolita Porta della Valle, sorse nel 1529. Le ridotte dimensioni la qualificano immediatamente come cappella votiva edificata dalla comunità per impetrare l'allontanamento della peste. L'impianto planimetrico è a croce greca con un soffitto a crociera composita stellare. Un recente restauro ha eliminato la tinteggiatura scoprendo il mattoncino con un procedimento che, se esalta le caratteristiche strutturali del tempietto, non rispetta molto la realtà storica dell'edificio, che appartiene al secolo XVI. Modificato dunque l'interno nelle sue caratteristiche coloristiche, rimane interessantissima la struttura esterna, dalla quale traspare la dinamica costruttiva dell'insieme: un cubo inserito in un impianto a croce greca. Ne deriva una scansione tripartita dei muri perimetrali in profondità, scansione ripetuta su tutte e quattro le fronti del tempio. Si qualifica dall'esterno come struttura organicamente articolata nell'ambito di un sistema composto che prevede una forte spinta dinamica all'interno di un telaio rigidamente geometrico.
Chiesa di Regina Pacis
Voluta fortemente dal parroco Franco Paglioni, e progettata dall'architetto Piero Sampaolo, la chiesa è stata consegnata ai propri fedeli l'8 dicembre 2000. La sua struttura è completamente in cemento armato, l'esterno è in mattoncino e il tetto in legno.
Monastero di Santa Maria Nuova
Sorge appena fuori delle mura castellane, dalla parte del quartiere della Vecchia. La chiesa fu completamente ricostruita nei primi decenni del secolo XVIII, utilizzando, però, gli elementi d'arredo sacro della chiesa precedente. In questo modo si è salvato, ed è tuttora visibile, il prezioso altare ligneo attribuito a Paris Scipione. Il monastero fu trasformato in Ospedale per invalidi nel 1870 e ancora oggi ospita una Casa di Riposo per anziani.
Chiesa di San Michele Arcangelo, Santuario del Santissimo Crocifisso
La chiesa, in campagna nei pressi della frazione di Rastia, è di origine medievale e l'aspetto e le dimensioni attuali si pensa possano risalire al 1199, quando un monaco che proveniva da San Severino Marche, trasportando un Crocifisso verso una meta sconosciuta, dopo aver passato la notte a Rastia, volle proseguire il suo cammino ma non riuscì a sollevare il Crocifisso da terra. La chiesa è stata però più volte rimaneggiata ma conserva un affresco sulla parete sinistra con un San Cristoforo di Diotallevi di Angeluccio di Esanatoglia e qualche lacerto nella parete di fronte. Il Crocifisso oggetto di devozione si trova appeso a una gloria lignea ottocentesca ma non è più quello medievale. Questo è cinquecentesco ed è stato attribuito a Simone de Magistris.
Abbazia di Santa Maria in Rotis
Nei pressi della frazione di Braccano, circondata dai monti del massiccio del monte San Vicino, sorge l'antica abbazia benedettina di Santa Maria de Rotis, attualmente in un deplorevole stato di abbandono.

### Architetture civili
Palazzo comunale

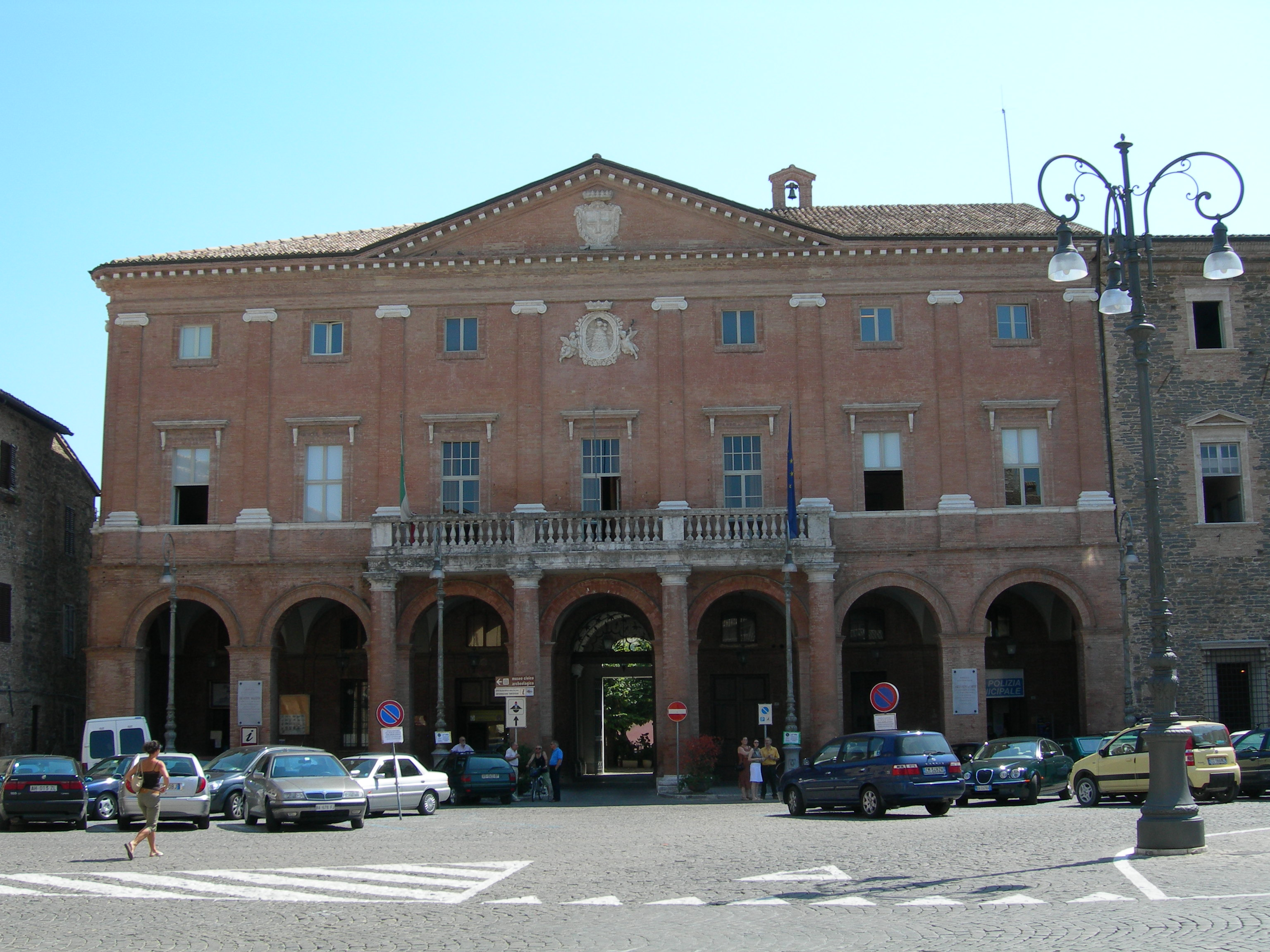
Palazzo del Comune

L'edificio, di proprietà della famiglia Scotti di Narni, parenti stretti degli Ottoni, fu acquistato dal Comune di Matelica nel 1606 per avere uffici più funzionali. Al momento dell'acquisto, il palazzo presentava gravi danni alle strutture principali, che mettevano in serio rischio la sua stabilità e la sua permanenza nella piazza principale. Solo alla fine del secolo XIX, dopo un duro lavoro di noti architetti, il palazzo divenne una realtà stabile e sicura. All'interno del palazzo si possono ammirare la lapide di Caio Arrio e una tela raffigurante Sant'Onofrio di Salvatore Rosa. Sotto lo stemma del comune è rappresentata la vergine lauretana protettrice della città. Inoltre, il comune vanta anche il possesso di una raccolta di disegni del ritrattista matelicese Raffaele Fidanza (1797-1846).
Palazzo del Governatore o dei Pretori e Torre civica
Il nome nacque dalla residenza nel palazzo, costruito su ordine di Ottone IV, del luogotenente imperiale. Molte sono state le ristrutturazioni, sicuramente non tutte rispettose dello stile originario, ma ciò nonostante il palazzo abbellisce la piazza principale su cui troneggia. Accorpata all'edificio è la Torre Civica, la cui base, per alcuni, potrebbe essere contemporanea dell'edificio, mentre per altri potrebbe risalire a un'epoca antecedente il 1175. La torre fu sopraelevata alla fine del XV secolo e successivamente, nel 1893, fu allargata alla base per problemi di stabilità.
Palazzo Ottoni
Fu costruito nel 1472, per conto di Alessandro e Ranuccio Ottoni, dagli architetti Costantino e Giovan Battista da Lugano. Il palazzo rinascimentale è antistante la Piazza Enrico Mattei e contribuisce a renderla originale per la pluralità stilistica degli edifici che la circondano. Sul retro è presente un cortile che, tramite una loggetta aerea rinascimentale ancora presente, caratterizzata da esili ed elegante colonnine, lo collegava a un'altra proprietà della famiglia.
Dal 1998 il piano terra ospita la biblioteca comunale intitolata allo scrittore matelicese Libero Bigiaretti.
Teatro comunale "Giuseppe Piermarini"

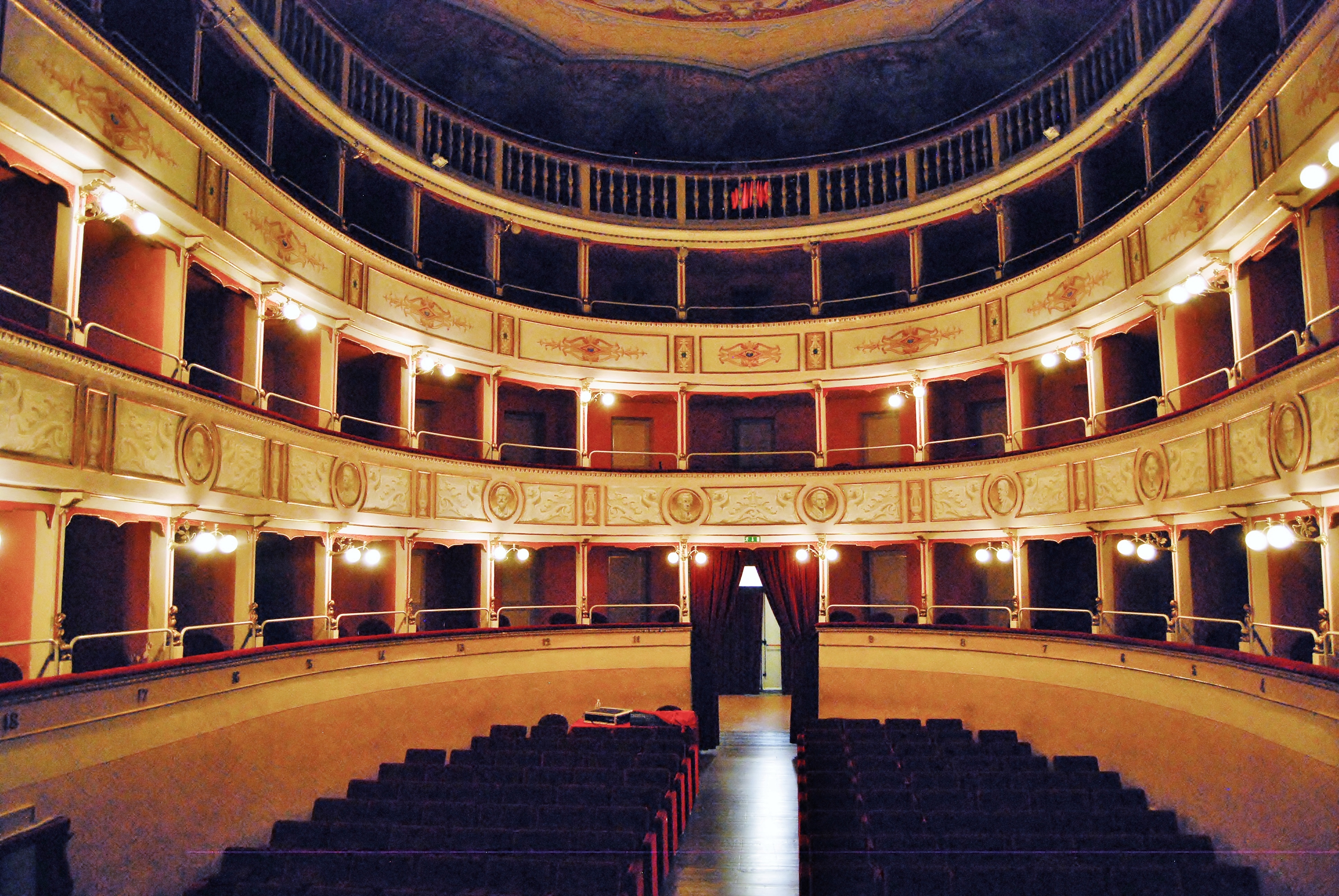
Teatro Piermarini

Risale al 1805. La sua struttura è a palchetti, tre ordini più il loggione; ha un aspetto molto elegante. La progettazione si deve al celebre Giuseppe Piermarini, che fu architetto della Scala di Milano, mentre le decorazioni pittoriche, databili tra il 1810 ed il 1812, sono da attribuire al pittore Spiridione Mattei. Presso il teatro si conservano reperti archeologici relativi a resti d'abitazione dell'età del ferro e a un impianto termale d'epoca romana (I-II secolo d.C.). Il teatro è stato inaugurato nel 1812 con l'esecuzione di tre melodrammi, Ser Marcantonio di Stefano Pavesi, Oh, che originale di Giovanni Simone Mayr e Il filosofo sedicente di Giuseppe Mosca. Oggi ospita la stagione teatrale della città e molti altri eventi. Nel suo foyer, recentemente rinnovato, ha sede un'enoteca del Verdicchio di Matelica, che promuove il premiatissimo vino.
Ospedale "Enrico Mattei"
L'Ospedale "Enrico Mattei" è l'erede moderno dell'antico Ospedale di San Sollecito, ancora esistente ma oggi sede del Polo di Medicina Veterinaria dell'Università di Camerino. Nella cappella è un affresco probabilmente proveniente da una scomparsa cappella dedicata a San Domenico a Campamante, raffigurante la Madonna di Loreto, opera di Lorenzo d'Alessandro e databile alla fine del Quattrocento.

### Altro
Globo di Matelica

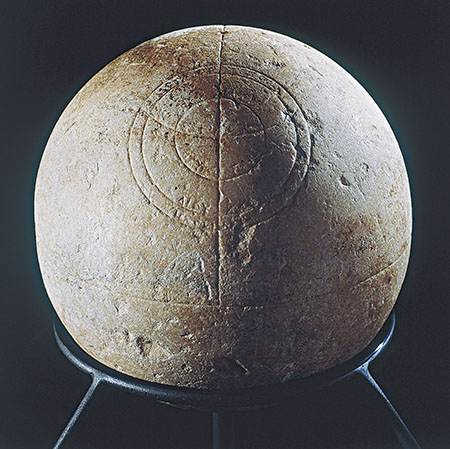
Il Globo di Matelica

Il Globo di Matelica è un reperto archeologico rinvenuto casualmente nel 1985 durante i lavori di consolidamento delle fondamenta del Palazzo del Governo nel centro storico di Matelica (Macerata).

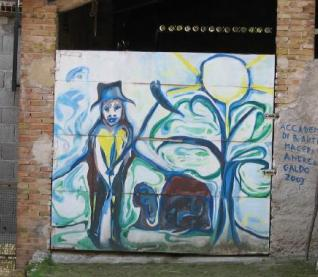
Murales di Braccano
A Braccano, la più grande frazione del comune, posta sulla strada che da Matelica giunge al Monte San Vicino, sono presenti dei murales. Essi, di origine recente, voluti dall'amministrazione comunale, sono stati eseguiti dagli allievi delle accademie di Brera, Urbino e Macerata sui muri esterni delle case, delle stalle e dei fienili presenti nella frazione. Ad oggi sono presenti oltre cinquanta murales, dipinti in tempi diversi.

## Società

### Evoluzione demografica
Abitanti censiti

### Tradizioni e folclore

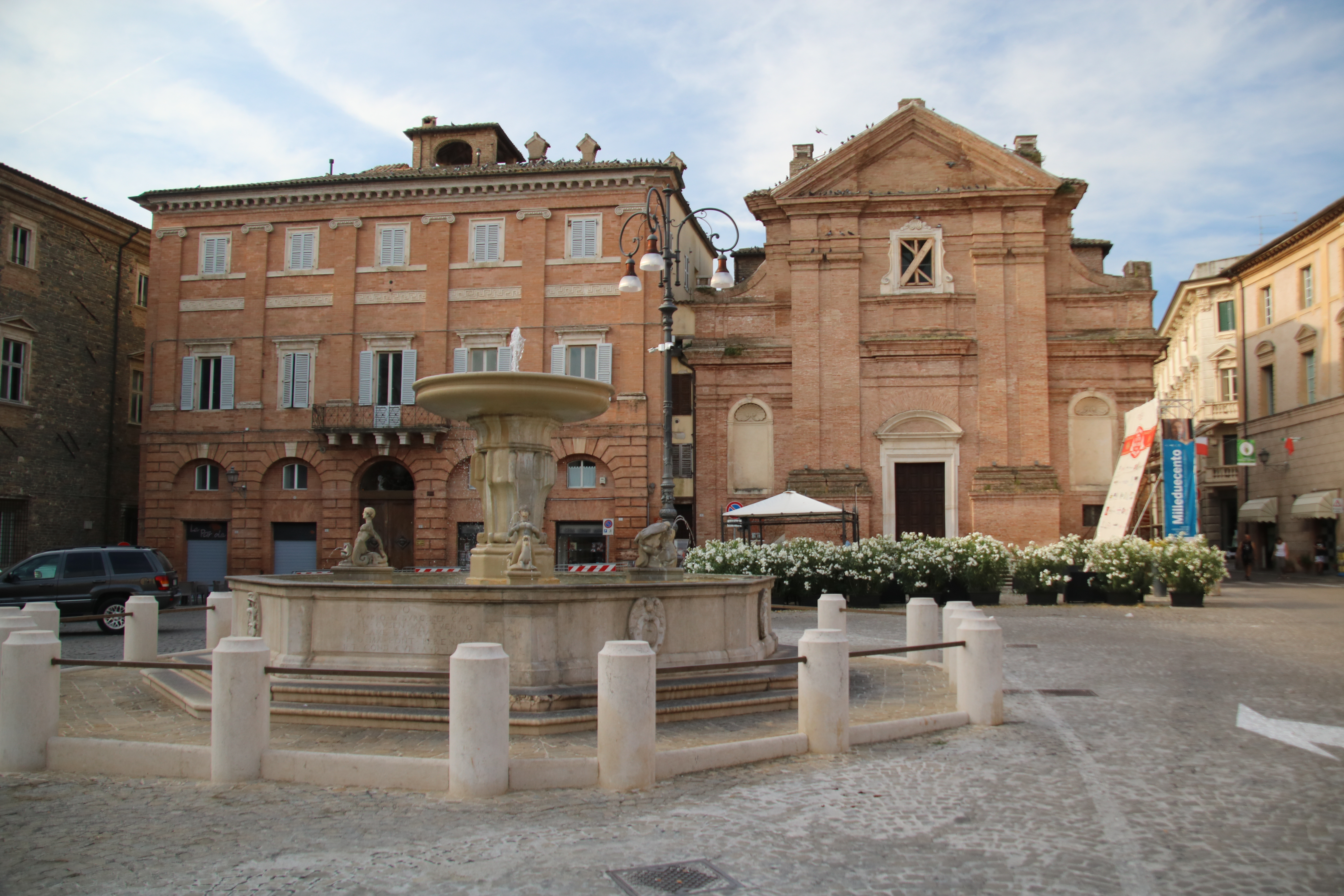
La fontana di piazza Enrico Mattei

- Chi percorre, camminando o correndo, sette giri intorno alla fontana di piazza Enrico Mattei, sotto la supervisione di un addetto dell'associazione Pro Matelica, viene premiato con la Patente da mattu. Tale tradizione deriva da un'antica legge degli Ottoni, che obbligava tutte le persone andate in fallimento a fare dodici giri intorno alla fontana gridando: «Io ho ceduto alli miei beni et per questo nisiuno mai più me creda».

(Sisto V)
- Il vicolo Orfanelle, nel centro storico, è conosciuto dai più come vicolo Basciafemmine, ovvero baciafemmine. La sua natura tortuosa permetteva, infatti, di appartarsi non visti.
- Le quattro statue che gettano acqua nella fontana di piazza Enrico Mattei sono posizionate in direzione dei punti cardinali e i matelicesi hanno dato loro affettuosi soprannomi: La Sirena a nord, Maccagnano a est, Biutino a sud e La Veloce a ovest.

## Cultura

### Biblioteche
Biblioteca comunale Libero Bigiaretti
La Biblioteca comunale Libero Bigiaretti trae origine dall'incameramento dei fondi librari dei Minori Osservanti a seguito della soppressione degli ordini religiosi e della legge  che condusse all'Eversione dell'asse ecclesiastico. L'istituzione della Biblioteca comunale avviene formalmente nel 1957.

### Università
Matelica è sede distaccata dell'Università di Camerino, facoltà di Medicina Veterinaria.

### Musei
Museo Piersanti
Il museo, uno dei più importanti della regione, affonda la sua origine nel secolo XVII, allorché monsignor Venanzio Filippo Piersanti, nato a Matelica nel 1688, iniziò all'interno del suo palazzo una raccolta d'oggetti d'alto valore storico-culturale e artistico. Il palazzo è donato, nonostante tutto quello che esso già abbondantemente e di notevole valore conteneva, grazie a un testamento nel 1901, per opera della marchesa Teresa Capaci Piersanti, al capitolo cattedrale di Santa Maria. Tutti gli oggetti contenuti nel palazzo avevano in comune solo il carattere della pregevolezza, spaziando in ogni campo e settore, dalla pittura alla scultura, dall'artigianato alla stampa, e molto altro. È per quest'accostamento irrazionale d'opere e d'oggetti, anche pezzi archeologici, che il museo ha acquistato una caratteristica e un'originalità del tutto proprie e interessanti. Con il passare degli anni il museo si è gradualmente arricchito di tele, pitture e sculture, grazie all'apporto di varie chiese locali, delle confraternite, del comune e, di recente, per il dono del pittore locale Diego Pettinelli, consistente in centoquindici pastelli con vedute di Matelica, e con un campionario di stoffe e di merletti di gran valore appartenenti alla famiglia Murani Mattozzi di Matelica, di alcuni abiti di Seicento, Settecento e Ottocento. Negli ultimi anni è stata aperta al pubblico la nuova stanza degli argenti.
Il museo si presenta lungo un itinerario comprendente tre sale a piano terra e ben sedici al primo piano, e ospita anche diverse curiosità; tra queste, le stanze del palazzo legate più alla quotidianità, dalla cucina ai locali per la vinificazione: se il frantoio è andato perso, le cantine con relative attrezzature hanno conservato l'assetto originario. Mancano molti oggetti d'uso quotidiano, di cui un meticoloso inventario redatto nel 1763 fornisce tuttavia interessante testimonianza. Oltre agli oggetti da cucina, agli attrezzi per realizzare insaccati suini e a quelli per fare il pane, sono inventariati, sempre in un registro settecentesco, i capi di bestiame allevati nelle fattorie. 
Museo archeologico
Il museo è allestito all'interno di palazzo Finaguerra, edificio storico, ubicato nei pressi del complesso monumentale di San Francesco. Il palazzo risale, nel suo aspetto attuale, a un periodo che va dalla fine del XVIII all'inizio XIX secolo, periodo in cui sono state realizzate anche le decorazioni pittoriche degli ambienti del primo e del secondo piano. Il museo espone reperti archeologici provenienti da Matelica e dal suo comprensorio; questi coprono un arco cronologico piuttosto ampio, che va dalla preistoria fino al Medioevo e all'età rinascimentale. Particolarmente rappresentata è la fase relativa alla civiltà picena, con i ricchi corredi delle tombe di VIII-VII secolo a.C. Di particolare rilievo sono le tombe della fase "orientalizzante" (fine VIII-inizio VI secolo a.C.). Di eccezionale interesse, anche per la sua rarità, è l'orologio solare sferico in marmo con iscrizioni in greco, noto come Globo di Matelica, datato tra il I e il II secolo d.C.

### Musica

#### Gruppo Folk Città di Matelica
Il gruppo folk "Città di Matelica", fondato nel 1966, poi costituitosi in Associazione Folklorica con finalità di ricerca delle antiche tradizioni, si compone di 35-40 elementi. I costumi, i balli e i canti presentati sono frutto di ricerche storiografiche in archivi storici pubblici e privati. I bozzetti originali dei costumi della sposa e dello sposo matelicano sono conservati nella Galleria Bertarelli di Milano. Lo spettacolo presentato dal gruppo ripropone il folklore matelicese e dell'alto maceratese di fine Ottocento; è piacevole per le coreografie e il colore dei costumi, allegro e vivace nel ritmo musicale. Il gruppo partecipa ogni anno a trasferte a livello nazionale e internazionale, portando per il mondo la cultura e le usanze delle Marche.

### Cucina
Oltre alle specialità tipiche marchigiane, si ricordano le tagliatelle fatte in casa al sugo di papera, gli strozzapreti, grosse tagliatelle fatte senza uova, la panzanella, pane bagnato con acqua, sale, pepe, olio, aceto e prezzemolo, la pulenta e, naturalmente, i vincisgrassi. Tra i secondi, tradizionale è la grigliata di carne, oltre alle varie preparazioni di pesce; tra i contorni, particolari sono i ròscani, verdure filiformi amarognole (barba di frate). Tra i dolci, da ricordare sono la frusténga, bassa torta di cereali con fichi, mele, noci, alchermes e rum, la crescia fojata, uno strudel ripieno di frutta e noci, e la pizza di Pasqua, una specie di panettone con aromi particolari, mangiato nel periodo dell'omonima festività.

### Eventi

#### Festival Internazionale del Folklore
Uno degli eventi principali dell'estate matelicese è il Festival Internazionale del Folklore. Nato dall'esigenza dell'Associazione Folklorica "Città di Matelica" di realizzare scambi culturali con altre formazioni italiane o straniere, esso rappresenta un momento di incontro tra culture e religioni diverse, unite in un grande spettacolo di suoni e di colori, un appuntamento con le danze e le voci di tutto il mondo. Il Festival, organizzato dall'Associazione Folklorica "Città di Matelica", con la partecipazione del Comune di Matelica, della Regione Marche e della Comunità Montana Alte Valli del Potenza e dell'Esino, e la collaborazione dell'associazione Pro Matelica, si tiene ogni anno tra la fine di luglio e l'inizio di agosto, e si svolge nell'arco di sei serate, durante le quali gruppi provenienti da diverse parti del mondo si esibiscono in balli e canti tradizionali. Oltre agli spettacoli, i visitatori possono sostare negli stand gastronomici e assistere a una serata di teatro dialettale. Di solito viene anche allestita una piccola mostra dell'artigianato. Il Festival del Folklore è un evento di notevole valenza socio-culturale e un momento di integrazione e di scambio tra popoli ed etnie portatrici di usi, costumi e tradizioni differenti fra loro, e rappresenta un valido modo per far apprezzare e mantenere vive le antiche tradizioni e le culture dei vari popoli.

#### Premio Biennale di Narrativa "Matelica - Libero Bigiaretti"
Il Comune di Matelica ha intitolato allo scrittore il Premio Biennale di Narrativa "Matelica - Libero Bigiaretti" svoltosi dal 1998 al 2010 presso il Teatro comunale "Giuseppe Piermarini".
Una giuria scientifica selezionava una rosa di tre finalisti mentre il vincitore sarebbe stato scelto da una giuria popolare.
I vincitori del premio sono stati, in ordine cronologico, Giuliana Berlinguer (Il mago dell'Occidente), Carmine Abate (La moto di Scanderbeg), Carmine Abate (Tra i due mari), Piero Meldini (La falce dell’ultimo quarto), Giuseppe Bonura (Il prato delle voci di marmo), Gaetano Cappelli (Storia controversa dell’inarrestabile fortuna del vino aglianico nel mondo), Barbara Garlaschelli (Non ti voglio vicino).
In occasione della consegna del Premio Biennale di Narrativa veniva consegnato anche il premio "Matelica" destinato a chi con la sua attività avesse contribuito in modo determinante a far conoscere le Marche in Italia e all'estero. I vincitori del premio sono stati Pietro Zampetti, storico dell'arte (1998), Giuliano de Marinis, archeologo (2000), Franco Moschini, industriale (2002), Valentina Vezzali, sportiva (2004).

## Economia
L'economia si è trasformata da prevalentemente agricola a industriale, nel XX secolo. I campi coltivati circondano la città, e l'attività principale è la produzione di uva da vino. L'industria si è molto sviluppata con l'aiuto di Enrico Mattei, e la città può vantare alcune grandi fabbriche e aziende che spaziano dai settori dell'informatica (Halley Informatica, leader nel settore di software per comuni), a quello delle bombole di gas (grazie alle fabbriche Merloni), alla sartoria (ultimo residuo dell'attività tessile, oggi di proprietà del Gruppo Armani), oltre a molte piccole imprese locali. Recentemente, la città ha avuto un vero e proprio boom economico commerciale, con l'apertura, nel giro di tre anni, di due centri commerciali, una multisala e diversi nuovi negozi nel centro storico, soprattutto grazie alla sua posizione centrale tra la zona dell'entroterra maceratese e il fabrianese.

### Prodotti enogastronomici

#### Vino
Il vino è uno dei prodotti tipici di Matelica, a partire dal famoso Verdicchio, vitigno bianco marchigiano, le cui uve, nel microclima continentale della valle dell'Esino, assumono e trasmettono al vino, in aggiunta alla sua tipica mineralità, le caratteristiche di freschezza ed acidità, peculiari dei vini dei freddi climi montani. Particolarità che rende il Verdicchio di Matelica ben riconoscibile ed assai diverso dal "cugino" dei Castelli di Jesi. Nel gergo locale quello di Matelica è chiamato "Verdicchio di montagna" mentre quello di Jesi "Verdicchio di mare".

##### Verdicchio di Matelica
È stato riconosciuto vino a DOC il 21 luglio 1967, per primo nelle Marche. La disposizione nord-sud della valle, la sinclinale camerte, impedisce l'arrivo degli influssi mitiganti marini generando un microclima mediterraneo-continentale caratterizzato da maggiori escursioni termiche dalla notte al giorno e dall'estate all'inverno. L'effetto di questo clima dà origine ad un'uva ricca di estratti, aromi primari, zuccheri e polifenoli, che si traduce poi in un vino dotato di un elevato corpo che conferisce una particolare attitudine all'invecchiamento.
Il Verdicchio si presenta dal colore brillante, paglierino tenue, il profumo delicato con fragranze fresche e persistenti di frutta non completamente matura. Al sapore è asciutto, morbido, armonico, con retrogusto gradevolmente amarognolo.
È presente anche in versione riserva, passito e spumante.
Diverse volte si è classificato tra i primi bianchi d'Italia e d'Europa, negli appositi concorsi.

##### Esino bianco e rosso
Queste due DOC sono riconosciute in tutta la provincia di Ancona e nei territori del Verdicchio di Matelica. L'Esino bianco è composto da uve Verdicchio almeno al 50%, mentre il rosso da uve Sangiovese e Montepulciano almeno al 60%.

##### Colli Maceratesi bianco e rosso
Questa DOC è prodotta in tutta la zona collinare della provincia di Macerata. Il bianco è prodotto all'80% da uve maceratino, mentre il rosso con almeno il 50% di Sangiovese. Sono entrambi vini giovani e leggeri.

## Infrastrutture e trasporti

### Strade
Strada a scorrimento veloce in costruzione, ma aperta solo nel tratto che va da Fabriano a Castelraimondo, è la SS256 var, arteria che fa parte del progetto Pedemontana delle Marche, collegamento nord-sud nell'interno della regione.

### Ferrovie
La cittadina ha una stazione ferroviaria facente parte della ferrovia Civitanova Marche-Fabriano, servita da treni regionali Trenitalia nell'ambito del contratto di servizio stipulato con la Regione Marche.

## Amministrazione
| Periodo        | Periodo        | Primo cittadino      | Partito                     | Carica  | Note |
| -------------- | -------------- | -------------------- | --------------------------- | ------- | ---- |
| 26 agosto 1985 | 8 luglio 1990  | Nannino Crescentini  | DC                          | Sindaco |      |
| 9 luglio 1990  | 23 aprile 1995 | Nannino Crescentini  | DC                          | Sindaco |      |
| 24 aprile 1995 | 13 giugno 1999 | Antonio Roversi      | Sviluppo per Matelica       | Sindaco |      |
| 14 giugno 1999 | 12 giugno 2004 | Patrizio Gagliardi   | Alternativa per Matelica    | Sindaco |      |
| 13 giugno 2004 | 7 giugno 2009  | Patrizio Gagliardi   | Lista civica                | Sindaco |      |
| 8 giugno 2009  | 26 maggio 2014 | Paolo Sparvoli       | Progetto Matelica           | Sindaco |      |
| 27 maggio 2014 | 26 maggio 2019 | Alessandro Delpriori | Per Matelica                | Sindaco |      |
| 27 maggio 2019 | 9 giugno 2024  | Massimo Baldini      | Matelica Futura             | Sindaco |      |
| 10 giugno 2024 | in carica      | Denis Cingolani      | Matelica il futuro è adesso | Sindaco |      |

Fonte: Ministero dell'Interno.

### Gemellaggi
- 🇦🇷Las Rosas (Santa Fe)[29]

## Sport

### Calcio
Maggior club calcistico comunale è il Matelica; fondato nel 1921 e contraddistinto dai colori sociali bianco-rossi, ha trascorso oltre novant'anni nelle divisioni dilettantistiche marchigiane, arrivando nel 2012 a disputare per la prima volta la Serie D, di cui ha vinto la relativa coppa nazionale nel 2019. Nella stagione 2019-2020, trovandosi al primo posto del proprio girone (a 8 giornate dal termine della regular season), il Matelica si è assicurato per la prima volta la promozione in Serie C a seguito del congelamento delle classifiche dovuto alla pandemia di Covid-19. Dopo un solo anno di militanza nel professionismo, nel 2021 il Matelica si è trasferito ad Ancona per rilevare la tradizione sportiva della società calcistica del capoluogo; il marchio e la denominazione sono pertanto stati ceduti alla società concittadina Gruppo Sportivo Corrado Fabiani Matelica (in breve "Fabiani Matelica", fondata nel 1982 come "Virtus Matelica" e successivamente ridenominata alla memoria di un giovane calciatore morto in un incidente stradale), che ha dato continuità alla storia biancorossa nel dilettantismo.
Terzo club calcistico cittadino è il Real Matelica, che come la Fabiani non si è mai spinto oltre i campionati dilettantistici a carattere regionale e provinciale.
Il campo principale è lo stadio comunale Giovanni Paolo II, ubicato nell'omonimo centro sportivo in località Boschetto; esso non è però abilitato ad ospitare gare professionistiche, sicché il Matelica dal 2020 si è trasferito allo stadio Helvia Recina di Macerata.

### Calcio a 5
In campo maschile la pratica del futsal è portata avanti dalle società Polisportiva Junior Matelica e Virtus Matelica, mai spintesi oltre le divisioni dilettantistiche del campionato italiano.
Attivo nel settore femminile è l'Atletico Matelica, a sua volta militante nelle categorie amatoriali.

### Basket
I club cestistici comunali maschili sono la Vigor Basket Matelica (dotata altresì di una squadra riserve) che nella stagione 2020-2021 disputa il campionato di Serie C Gold organizzato dal comitato regionale Marche, quarto livello del campionato italiano di pallacanestro maschile, e la Gladiatores Basket Matelica.
La pallacanestro femminile fa capo alla società sovracomunale Thunder Basket Matelica-Fabriano.
Attualmente la squadra di pallacanestro femminile disputa il campionato nazione di A2.
Tutti i suddetti club hanno connotazione dilettantistica.

### Pallavolo
Espressione di Matelica nella pallavolo femminile è la Polisportiva Audax Matelica, militante nelle divisioni dilettantistiche.

### Altri sport
A Matelica sono altresì attive le società dilettantistiche Tennis Club Matelica (per il tennis), Ciclisti Junior Matelica, Gruppo Ciclistico Matelica e Matelica Cycling Club (per il ciclismo), Bocciofila Matelica (per le bocce) e Salus Nuoto Matelica (per il nuoto).